# Hindsels
Hindsels er en større herregård på cirka 180 hektar på Thyholm i Vestjylland i Hvidbjerg Sogn, Struer Kommune.
I nyere tid er det muligt (gennem lokale turistforeninger) at tage en udflugt til denne gård, da den har en større historisk betydning.

## Historie
Hindsels stammer fra 1700-tallet, men der har været en gård samme sted siden vikingetiden. I dag er kun stuehuset bevaret fra dengang. Dele af de tilhørende lader brændte ned i et par tilfælde, senest omkring midten af 1900-tallet.
Siden slutningen af 1800-tallet ejes Hindsels af familien Overgaard. Nuværende ejer er Askov Overgaard.

## Ejere af Hindsels
- (1487-1536) Børglum Bispestol
- (1536-1640) Kronen
- (1640-1647) Joachim von Gersdorff
- (1647-1653) Johan Brockenhuus
- (1653-1658) Casper von Gersdorff

Gården er i perioden 1658-1751 delt i to gårde
| Vester Hindsels | Øster Hindsels |
| --- | --- |
| - (1658-1678) Melchior Juel - (1678-1710) Margrethe Juel gift Ølbye - (1710-1719) Valentin Olufsen Ølbye - (1719-1729) Sophie Gyldenstierne gift Sehested - (1729-1735) Niels Sehested - (1735-1740) Jørgen Jacobsen Mollerup - (1740-1745) Ove Andersen Schierner - (1745-1749) Frederik de Leth - (1749-1751) Birgitte Damstrøm gift de Leth | - (1658-1679) Matthias Budde - (1679-1689) Ove Budde / Peder Budde - (1689-1699) Anders Pedersen - (1699-1710) Øllegaard Budde gift Pedersen - (1710-1733) Christen Christensen - (1733-1737) Marie Charlotte Gjedde gift von Klingenberg - (1737-1745) Frederik von Klingenberg - (1745-1749) Frederik de Leth - (1749-1751) Birgitte Damstrøm gift de Leth |

- (1751-1774) Peder Isager
- (1774-1804) Laurids Breinholt
- (1804-1808) Hans Jacob Lindahl
- (1808-1811) Jacob Deichmann
- (1811-1820) Laurids Christian Djørup
- (1820-1826) Niels Sørensen
- (1826-1827) Øllegaard
- (1827-1857) Niels Overgaard
- (1857-1869) Enke Fru Overgaard
- (1869-1911) Jacob Overgaard
- (1911-1954) Bertel V. Askov Overgaard
- (1954-1974) Niels Iver Overgaard
- (1974-1981) Enke Fru Anna Overgaard
- (1981-) Askov Overgaard

## Situation i dag
I dag beskæftiger beboerne af gården sig med slagtesvinsproduktion, planteavl og turisme.

## Ekstern kilde/henvisning
- Hjemmeside

|  | Denne artikel om en bygning eller et bygningsværk kan blive bedre, hvis der indsættes et (bedre) billede. Du kan hjælpe ved at afsøge Wikimedia Commons for et passende billede eller lægge et op på Wikimedia Commons med en af de tilladte licenser og indsætte det i artiklen. |

56°40′27″N 8°34′44″Ø / 56.67417°N 8.57889°Ø